# Frontière entre le Nigeria et Sao Tomé-et-Principe
La frontière entre le Nigeria et Sao Tomé-et-Principe consiste en un segment maritime dans le golfe de Guinée. Cette frontière est défini par la règle d'équidistance entre les deux pays, notamment au travers de la ZEE de Sao Tomé-et-Principe
Les segments maritimes linéaires sont définis par sept points de coordonnées individuels.
- Point 11 : 1° 56′ 23,1″ N, 3° 35′ 09″ E
- Point 12 : 2° 05′ 56,3″ N, 4° 25′ 32,8″ E
- Point 13 : 2° 16′ 08,6″ N, 5° 05′ 47,1″ E
- Point 14 : 2° 25′ 11,6″ N, 5° 32′ 02,5″ E
- Point 15 : 2° 33′ 24,7″ N, 5° 51′ 26,2″ E
- Point 16 : 2° 49′ 33,4″ N, 6° 24′ 15,7″ E
- Point 17 : 2° 56′ 41,5″ N, 6° 43′ 07,2″ E
- Point 18 : 3° 01′ 31,2″ N, 7° 01′ 26,7″ E
- Point 19 : 3° 02′ 33,5″ N, 7° 07′ 38,9″ E

Le point 19 correspond au tripoint avec la Guinée Équatoriale alors que le point 19 situé à l'Ouest correspond à la limite des 200 milles nautiques.
Une zone plus large de coopération sur les ressources du sous-sol a été définie par un traité signé à Sao Tomé le 26 avril 2001.